# Luke Youngblood
Luke Youngblood (Londres, 12 de junio de 1986) es un actor británico, más conocido por su papel como Lee Jordan en las películas de Harry Potter.

## Biografía
Es conocido al interpretar a Ben en The Story of Tracy Beaker, una serie televisiva y por su papel de Simba cuando era joven en la obra de teatro de El rey león en la que apareció en varios lugares de Londres mientras hacía el papel. También es conocido por su papel en las películas de Harry Potter haciendo el papel del estudiante de Gryffindor Lee Jordan, a quien interpretó en las dos primeras películas.
Youngblood también apareció en Project Catwalk en 2006, terminando en tercer lugar.
Luego, Youngblood tuvo un papel recurrente como Magnitude, un estudiante universitario que ama estar de fiesta y que usa el eslogan "Pop Pop!", en la serie de comedia de la NBC Community. También actuó como Sid "el escudero", en la serie de comedia musical Galavant.

## Filmografía

### Cine y televisión
| Año       | Título                                | Papel                 | Notas                                |
| --------- | ------------------------------------- | --------------------- | ------------------------------------ |
| 1997      | The IMAX Nutcracker                   | Asistente de mago     | Cortometraje                         |
| 2000      | Time Gentlemen Please                 | Jack Raymond          | 1 episodio: "Day of the Trivheads"   |
| 2001      | Harry Potter y la piedra filosofal    | Lee Jordan            |                                      |
| 2002      | Harry Potter y la cámara secreta      | Lee Jordan            |                                      |
| 2002      | The Story of Tracy Beaker             | Ben Batambuze         |                                      |
| 2010      | Scooby Doo: Curse of the Lake Monster | Scooby Suit Performer | Película para televisión             |
| 2010      | The Whole Truth                       |                       | 1 episodio: "Liars"                  |
| 2010      | Glee                                  | Estudiante #4         | 1 episodio: "A Very Glee Christmas"  |
| 2011      | Lie to Me                             | Kid                   | 1 episodio: "Saved"                  |
| 2011      | CollegeHumor Originals                | Magnitude             | 1 episodio: "Save Greendale"         |
| 2011-2015 | Community                             | Magnitude             | Recurrente                           |
| 2015-2016 | Galavant                              | Sid                   |                                      |
| 2017      | Superior Donuts                       | Malcolm               | 1 episodio: "The Amazing Racists"    |
| 2017      | Dr. Ken                               | Él mismo              | 1 episodio: "Ken's Big Audition"     |
| 2017      | Queen of the South                    | Conductor de Devon    | 1 episodio: "Sacar Con Sifón el Mar" |
| 2017      | White Famous                          | AJ                    | 1 episodio: "Life on Mars"           |
| 2020      | Baby Shark's Big Show!                | William               | Doblaje en inglés                    |
| 2020      | Glitch Techs                          | Mitch Williams        |                                      |

### Videojuegos
| Año  | Título                            | Papel      | Notas        |
| ---- | --------------------------------- | ---------- | ------------ |
| 2007 | Harry Potter y la Orden del Fénix | Lee Jordan | Papel de voz |